# Departamento de Goure
Gouré es un  departamento situado en la región de Zinder, de Níger. En diciembre de 2012 presentaba una población censada de 327 818 habitantes. Su chef-lieu es Gouré.
Se ubica en el sureste de la región y es fronterizo con Nigeria.

## Subdivisiones
Está formado por seis comunas, que se muestran asimismo con población de diciembre de 2012:
Comunas urbanas
- Gouré (73 732 habitantes)

Comunas rurales
- Alakoss (19 199 habitantes)
- Bouné (74 513 habitantes)
- Gamou (23 218 habitantes)
- Guidiguir (62 731 habitantes)
- Kellé (74 425 habitantes)

Hasta la reforma territorial de 2011, se incluía también en este departamento la comuna rural de Tesker, que actualmente forma por sí misma un departamento.